# Jost de Negker

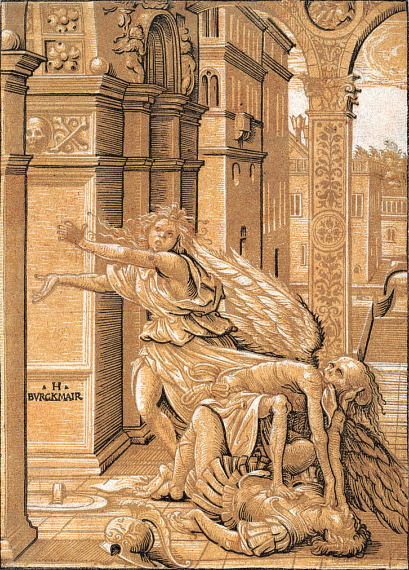
Amantes sorprendidos por la muerte, xilografía de claroscuro en tres colores de Hans Burgkmair, cortado por de Negker, 1510. En algunos estados, el nombre de De Negker aparece debajo de la imagen.

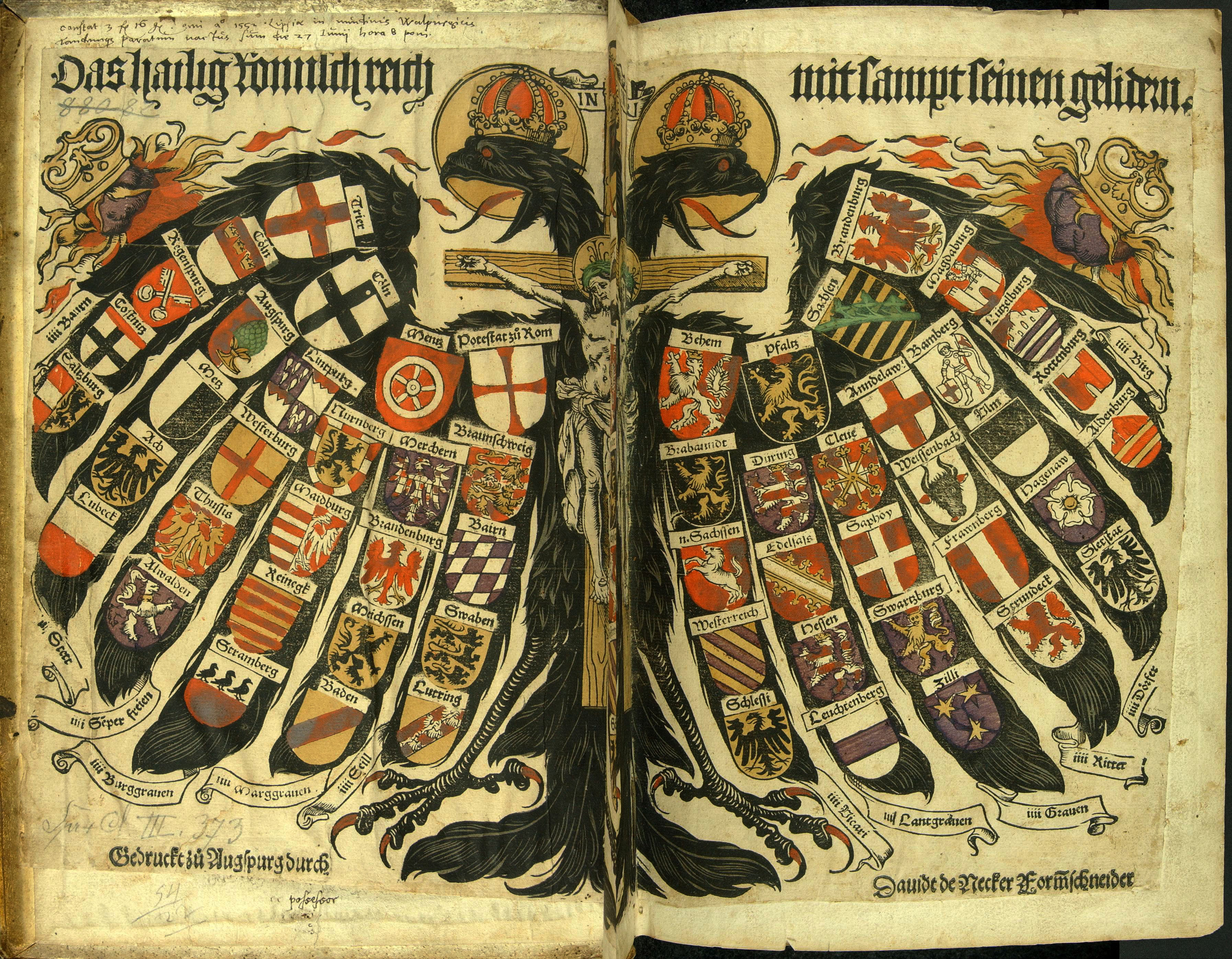
Grabado en madera de Hans Burgkmair, c. 1510, cortado por Jost de Negker, esta impresión coloreada a mano fue impresa por su hijo David unas décadas más tarde - los bloques de grabado en madera, si se cuidan, tienen una vida muy larga

Jost de Negker (c. 1485-1544) fue un cortador de xilografías y también impresor y editor de grabados durante los primeros años del siglo XVI, principalmente en Augsburgo, Alemania. Fue un destacado "formschneider" o cortador de bloques de su época, pero siempre con el diseño de un artista.  Está "estrechamente vinculado a la evolución de la xilografía fina en el norte de Europa".
Para Adam von Bartsch, aunque no solía diseñar ni dibujar, la calidad de su obra, junto con la de Hans Lützelburger y Hieronymus Andreae, era tal que debería considerarse como un artista.  Algunos grabados cuyo diseñador se desconoce se describen como de Negker, pero se supone que hubo un artista que dibujó el diseño, aunque se ha sugerido que de Negker podría rellenar un fondo de paisaje a un dibujo de una figura

## Biografía
Nacido en Amberes c.1485, trabajó como cortador en los Países Bajos hasta 1508, cuando se publicó un grabado que cortó de Lucas van Leyden. Probablemente se trasladó en ese año a Augsburgo (seguramente antes de 1512).

## Carrera de impresor y editor
trabajó para Maximiliano I, Emperador del Sacro Imperio Romano Germánico, en sus proyectos de impresión, así como cortando bloques de diseños de Hans Burgkmair el Viejo y otros. Es probable que Burgkmair no lo utilizara en 1508 para su primera xilografía en claroscuro, para la que era esencial un corte preciso para alinear los múltiples bloques, pero ya trabajaba con él en 1510 en obras posteriores. Las ediciones posteriores de las dos primeras xilografías en claroscuro de Burgkmair, los retratos ecuestres de San Jorge y el emperador Maximiliano a caballo, y otros grabados de Burgkmair, llevan el nombre y a veces la dirección de Negker, lo que sugiere que era el propietario de los bloques y que actuaba como editor, aunque ahora se piensa que pudo no haber cortado los primeros.
En 1512 de Negker escribió una larga carta al emperador, en sí misma una indicación de su estatus, que entre otras cosas deja claro que llevaba tiempo trabajando en los proyectos de Maximiliano, y que tenía dos ayudantes, pagados a través de él mismo. Como el programa de Maximiliano se amplió, en el reverso de los bloques (que se conservan en la Albertina de Viena) de 1516-18 se encuentran las firmas de ocho cortadores diferentes, incluida la del otro gran cortador de la época, Hans Lützelburger. Parece que Negker seguía siendo el coordinador de la parte de corte de los proyectos, aunque Alberto Durero trajo a su propio hombre, el difícil Hieronymus Andreae, para el Arco de Triunfo. Giulia Bartrum afirma que "los encargos imperiales permitieron al cortador de bloques e impresor Jost de Negker elevar el estatus de su profesión a un nivel sin precedentes".
A la muerte de Maximiliano en 1519, los grandes equipos reunidos para sus proyectos se dispersaron y De Negker se convirtió tanto en editor como en cortador, conservando muchos bloques de Burgkmair, Hans Weiditz y otros, y realizando muchas obras como la Danza de la Muerte de Holbein, la obra maestra de Lützelburger como cortador. La edición de Negker se publicó en 1544 y es su última obra conocida.
Se desconocen los cortadores de la mayoría de las xilografías (grabados) de una sola hoja producidas en la época, ya que normalmente sólo se les acreditaba en la pieza impresa si también actuaban como editor, o al menos impresor. Si el bloque original ha sobrevivido, es posible que esté marcado o firmado, como normalmente ocurría en el caso de los proyectos de Maximiliano, para asegurarse de que se pagaba al cortador correcto de los grandes equipos. A falta de otras pruebas, no suele merecer la pena especular sobre la identidad de un cortador basándose en el estilo o la calidad, por lo que muchos grabados individuales cortados por Negker durante estos años probablemente permanezcan ilocalizables en la gran producción de la época. En el caso de los libros hay más pruebas, a partir de las portadas. Se le atribuye el corte de la xilografía en claroscuro alemana con el mayor número de bloques de color diferentes, un escudo de siete bloques de Hans Weiditz (1520) utilizado como frontispicio de un libro.
El negocio de Jost de Negker continuó hasta al menos mediados de la década de 1560 por su hijo David de Negker, quien heredó sus bloques y después de dejar Augsburgo también trabajó en Leipzig y Viena. Otro (presunto) hijo, Sansón, también cortó bloques.